# Грэттон, Крис
Кри́стофер «Крис» Грэ́ттон (англ. Christopher "Chris" Gratton; 5 июля 1975, Брантфорд, Онтарио, Канада) — канадский хоккеист, центральный нападающий. Завершил игровую карьеру в 2009 году.
Является двоюродным братом Джоша Грэттона.
На драфте НХЛ 1993 года был выбран в 1 раунде под общим 3 номером командой «Тампа Бэй Лайтнинг». 14 августа 1997 года как свободный агент подписал контракт с «Филадельфией Флайерз». 12 декабря 1998 года обменян в «Тампу Бэй Лайтнинг». 9 марта 2000 года обменян в «Баффало Сэйбрз». 10 марта 2003 года обменян в «Финикс Койотис». 9 марта 2004 года обменян в «Колорадо Эвеланш». 12 августа 2005 года как неограниченно свободный агент подписал контракт с «Флоридой Пантерз».

## Статистика
| Легенда | Легенда                    | Легенда | Легенда                   | Легенда | Легенда    |
| ------- | -------------------------- | ------- | ------------------------- | ------- | ---------- |
| И       | Количество проведённых игр | Штр     | Штрафное время            | +/−     | Плюс-минус |
| Г       | Голы                       | П       | Голевые передачи          | О       | Очки       |
| -       | Статистика неизвестна      | —       | Статистика не учитывалась |         |            |

## Достижения
| Год  | Команда       | Достижение                             | Достижение |
| ---- | ------------- | -------------------------------------- | ---------- |
| 1993 | Канада (мол.) | Победитель молодёжного чемпионата мира |            |
| 1997 | Канада        | Чемпион мира                           |            |

| Год  | Команда             | Достижение                            | Достижение |
| ---- | ------------------- | ------------------------------------- | ---------- |
| 1992 | Кингстон Фронтенакс | Попадание в Сборную молодых звёзд OHL |            |
| 1992 | Кингстон Фронтенакс | Обладатель «Эммс Фэмили Эворд»        |            |